# جذع شرياني
الجذع الشرياني هو تركيب موجود خلال التطور الجنيني. وهو جذع شرياني ينشأ من كلتا بطيني القلب وينقسم لاحقًا إلى الأبهر والجذع الرئوي.

## البنية
ينقسم الجذع الشرياني والبصلة القلبية بواسطة الحاجز الأبهري الرئوي. ينشأ الشريان الأبهر الصاعد والجذع الرئوي من الجذع الشرياني. يعطي الطرف الذيلي للبصلة القلبية الأجزاء الملساء (سبيل التدفق) للبطينين الأيسر والأيمن (رِّيز الأبهري والقمع الشرياني على التوالي). يعطي الطرف القحفي للبصلة القلبية (المعروف أيضًا باسم القمع القلبي) الأبهر والجذع الرئوي مع الجذع الشرياني.
ويظهر هذا في ثلاثة أجزاء.
1. بروز اثنين من التثخنات البعيدة الشبيهة بالقمم في تجويف الأنبوب: الحواف الجذعية والبصلية. تزداد هذه في الحجم، وتلتقي في النهاية وتندمج لتشكل حاجزًا (الحاجز الأبهري الرئوي)، والذي يسلك مسارًا حلزونيًا باتجاه الطرف القريب من الجذع الشرياني. يقسم الجزء البعيد من الجذع إلى وعاءين، الأبهر والشريان الرئوي، اللذين يقعان جنبًا إلى جنب في الأعلى، ولكن بالقرب من القلب يكون الشريان الرئوي أمام الأبهر.[7]
2. تظهر أربع وسائد شغافية في الجزء القريب من الجذع الشرياني في منطقة الصمامات نصف القمرية المستقبلية؛ تُوصف الطريقة التي ترتبط بها هذه بالحاجز الأبهري أدناه.
3. يتطور اثنان من التثخنات الشغافية - الأمامي والخلفي - في البصلة القلبية ويتحدان لتشكيل حاجز قصير؛ ينضم هذا في الأعلى مع الحاجز الأبهري وفي الأسفل مع الحاجز البطيني. ينمو الحاجز لأسفل في البطين كحاجز مائل، والذي يمتزج في النهاية مع الحاجز البطيني بطريقة تجعل البصلة القلبية على اتصال بالشريان الرئوي، ومن خلال الأخير مع الزوج السادس من الأقواس الأبهرية؛ بينما يُقدم البطين الأيسر في استمرارية مع الأبهر، الذي يتصل بالأقواس الأبهرية المتبقية.

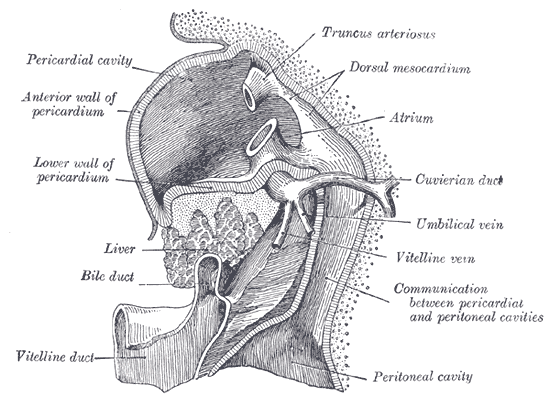
الكبد مع الحجاب المستعرض. جنين بشري بطول 3 مم.
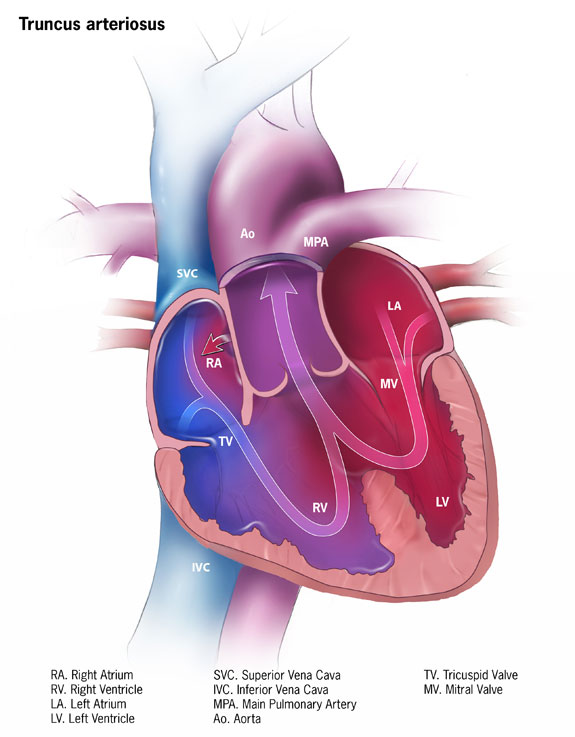
رسم توضيحي للجذع الشرياني في قلب مكتمل النمو

## الأهمية السريرية
فشل الجذع الشرياني في الانغلاق يؤدي إلى الحالة المعروفة باسم الجذع الشرياني المستديم، وهو عيب خلقي نادر في القلب. غالبًا ما يشار إلى هذا ببساطة باسم الجذع الشرياني. يستخدم تخطيط صدى القلب لتشخيص هذه الحالة. تشمل الأمراض الأخرى للجذع الشرياني انقلاب وضع الأوعية الكبرى (الشرايين في هذه الحالة)، ورباعية فالو.